# Султан Ахмед (квартал)
„Султан Ахмед“ (на турски: Sultan Ahmet) е квартал на Истанбул, разположен в градска околия Фатих. Общата му площ е 0,20 км2. Според данни на Адресната система за регистриране на населението (ABPRS) към 2024 г. населението на „Султан Ахмед“ е 470 жители.